# Теута Арифи
Теута Арифи (на албански: Teuta Arifi; на македонска литературна норма: Теута Арифи) е политик от Северна Македония от албански произход.

## Биография
Родена е на 19 октомври 1969 година в град Тетово. Завършва основно и средно образование в родния си град. През 1991 година завършва Филологическия факултет на Прищинския университет. По-късно магистратура във Философския факултет на Скопския университет. Там става доцент по албанска литература. Отделно е и професор пак по албанска литература в Университета за Югоизточна Европа в Тетово. Подпредседател е на Демократичния съюз на интеграция. През 2011 година става заместник министър-председател със статут на отговарящ по европейските въпроси.
През април 2013 година е избрана за кмет на Тетово.